# Ölme
Ölme är en tätort kring ån Ölman vid Vänern i Kristinehamns kommun.

## Befolkningsutveckling
| Befolkningsutvecklingen i Ölme 1975–2020 | Befolkningsutvecklingen i Ölme 1975–2020 | Befolkningsutvecklingen i Ölme 1975–2020 | Befolkningsutvecklingen i Ölme 1975–2020 | Befolkningsutvecklingen i Ölme 1975–2020 |
| ---------------------------------------- | ---------------------------------------- | ---------------------------------------- | ---------------------------------------- | ---------------------------------------- |
|                                          |                                          |                                          |                                          |                                          |
| År                                       |                                          |                                          | Folkmängd                                | Areal (ha)                               |
| 1975                                     | 1975                                     |                                          | 230                                      |                                          |
| 1980                                     | 1980                                     |                                          | 232                                      |                                          |
| 1990                                     | 1990                                     |                                          | 220                                      | 26                                       |
| 1995                                     | 1995                                     |                                          | 213                                      | 28                                       |
| 2000                                     | 2000                                     |                                          | 212                                      | 31                                       |
| 2005                                     | 2005                                     |                                          | 211                                      | 31                                       |
| 2010                                     | 2010                                     |                                          | 224                                      | 31                                       |
| 2015                                     | 2015                                     |                                          | 218                                      | 38                                       |
| 2020                                     | 2020                                     |                                          | 205                                      | 40                                       |
| Anm.: Ny tätort 1975                     |                                          |                                          |                                          |                                          |

## Idrott
Ölme är hemort för IFK Ölme.